# Ladislav Vízek
Ladislav Vízek (ur. 22 stycznia 1955 w Chlumcu nad Cidlinou) – były czeski piłkarz, napastnik. Długoletni zawodnik Dukli Praga.
Piłkarzem Dukli był w latach 1975–1985 (łącznie 115 ligowych trafień). Później grał we francuskim Le Havre AC. Dwukrotnie był wybierany piłkarzem roku w Czechosłowacji (1983 i 1985). W reprezentacji Czechosłowacji zagrał 55 razy i strzelił 13 goli. Debiutował 20 kwietnia 1977 w meczu z Węgrami, ostatni raz zagrał w 1986. Brał udział w MŚ 82 (trzy spotkania). Znajdował się wśród brązowych medalistów ME 80, w tym samym roku wspólnie z kolegami triumfował na olimpiadzie w Moskwie.
Jest teściem Vladimíra Šmicera.